# Бібліотека імені Василя Стефаника (Київ)
Бібліотека імені В.Стефаника Святошинського району м. Києва.

## Адреса
03164 м.Київ Кам'янець-Подільський провулок, 6-а

## Характеристика
Площа приміщення бібліотеки — 182 м², книжковий фонд — 29,3 тис. примірників. Щорічно обслуговує 3,0 тис. користувачів, кількість відвідувань за рік — 18,0 тис., книговидач — 55,0 тис. примірників.

## Історія бібліотеки
Заснована у 1956 році. У 1972 році бібліотеці присвоєне ім'я Василя Стефаника. Бібліотечне обслуговування: абонемент, 2 читальні зали, МБА.